# Młynówka (Starachowice)
Młynówka – osiedle mieszkaniowe w Starachowicach (jedno z 20 jednostek pomocniczych gminy Starachowice), położone na gruntach należących (w okresie przed połączeniem Wierzbnika i Starachowic - 1939r.) do Wierzbnika.

## Położenie na mapie miasta
Osiedle  w części środkowo-wschodniej  miasta usytuowane w obrębie ulic : od północy Leśna, od wschodu Iłżecką i Górzystą, od zachodu Kościelną i południa al. Armii Krajowej.
Przez osiedle przebiega linia kolejki wąskotorowej SKW z przystankiem przy Staropolskiej, linia kolejki biegnie w dolinie rzeki Młynówki wzdłuż  biegu rzeki.
Sąsiaduje od zachodu z osiedlem Żeromskiego, od północnego zachodu z osiedlem Skałka od wschodu z osiedlem Łazy i od południa ze starówką Wierzbnik.

## Charakterystyka zabudowy
Zabudowa mieszana jedno i wielorodzinna  powstała głównie w latach 70 i 80 XX w. są to ulice  Kościelna i Górna (teren Starachowickiej Spółdzielni Mieszkaniowej).
Pojedyncze domy jednorodzinne w początkowym biegu ul Górnej za nimi  zabudowa jednorodzinna bliźniacza.
Ulice Młynarska i Staropolska to głównie zabudowania z okresu przed 1939 r.
Podobny charakter ma północna cześć osiedla gdzie przeważa zabudowa jednorodzinna, ulice Kwiatowa, Zwierzyniecka, Zacisze, Górzysta, Wspólna i Iłżecka.
Wydzielone tereny pod zabudowę przemysłową, przy Kościelnej usytuowana jest  elektrociepłownia - Komunalny Zakład Energetyki Cieplnej, a także w środkowym biegu Kościelnej - parking z zapleczem technicznym (teren po byłej Spółdzielni Inwalidów).

## Infrastruktura i usługi
Na terenie osiedla funkcjonuje Gimnazjum Nr. 2 im. Stefana Żeromskiego. Wojewódzka Biblioteka Pedagogiczna, liczne sklepy osiedlowe spożywcze i inne branżowe. Znajdują się tu również garaże w zabudowie szeregowej, parkingi i Rodzinne Ogródki Działkowe (Kościelna i Górna).

## Komunikacja miejska
Komunikacja miejska przebiega ul. Kościelną - przystanki znajdują się po obu stronach ulicy, z których można pojechać w stronę ulic Krańcowej (29), Południowej i zalewu Lubianka (7), Bema (7 i 29), osiedli Bugaj (0 i 2) i Wierzbnik (0) oraz zalewu Piachy (R, tylko w słoneczne dni wakacyjne).

## Drogi
Drogi na terenie osiedla są drogami gminnymi publicznymi. 
Inwestycje samorządu w latach 2017–2018 to gruntowna przebudowa nawierzchni ulic Staropolskiej, Gruntowej (przedłużenie Słonecznej), Zacisze i Kościelnej, która na całej długości otrzymała nową nawierzchnię, chodniki i nowe zatoczki autobusowe.